# Planfoy
Planfoy est une commune française située dans le département de la Loire, en région Auvergne-Rhône-Alpes.

## Géographie

### Localisation et communes limitrophes
La commune de Planfoy se trouve dans au sud-est du département de la Loire, dans le parc naturel régional du Pilat. À vol d'oiseau, elle se situe à 7 km au sud de Saint-Étienne, préfecture du département et à 19,3 km de Pélussin, chef-lieu du canton du Pilat dont dépend la commune depuis 2015.
|              | Saint-Étienne         |  |
| La Ricamarie | Planfoy               |  |
|              | Saint-Genest-Malifaux |  |

On accède au bourg, niché sur les pentes du col de la République, en empruntant la RD 1082 (ex-RN 82) sur 6 kilomètres depuis Saint-Étienne et sur 20 kilomètres depuis Bourg-Argental.

### Relief
La commune est en zone de montagne au titre de la loi Montagne. L'altitude du territoire communal varie de 597 mètres à 1099 mètres,.

### Hydrographie
Planfoy est drainée par le Furan, en limite communale avec Saint-Étienne, barré des deux barrages du Gouffre d'Enfer et du Pas de Riot; le Furet qui prend sa source à l'extrême sud du territoire communal, et l'Ondenon en limite communale avec Saint-Genest-Malifaux.

### Climat
Pour des articles plus généraux, voir Climat d'Auvergne-Rhône-Alpes et Climat de la Loire.
En 2010, le climat de la commune est de type climat de montagne, selon une étude du Centre national de la recherche scientifique s'appuyant sur une série de données couvrant la période 1971-2000. En 2020, Météo-France publie une typologie des climats de la France métropolitaine dans laquelle la commune est exposée à un climat de montagne ou de marges de montagne et est dans la région climatique Nord-est du Massif Central, caractérisée par une pluviométrie annuelle de 800 à 1 200 mm, bien répartie dans l’année.
Pour la période 1971-2000, la température annuelle moyenne est de 8,9 °C, avec une amplitude thermique annuelle de 16,2 °C. Le cumul annuel moyen de précipitations est de 941 mm, avec 10 jours de précipitations en janvier et 7,1 jours en juillet. Pour la période 1991-2020, la température moyenne annuelle observée sur la station météorologique de Météo-France la plus proche, « Tarentaise », sur la commune de Tarentaise à 4 km à vol d'oiseau, est de 8,5 °C et le cumul annuel moyen de précipitations est de 1 128,3 mm,. Pour l'avenir, les paramètres climatiques de la commune estimés pour 2050 selon différents scénarios d'émission de gaz à effet de serre sont consultables sur un site dédié publié par Météo-France en novembre 2022.

### Milieux naturels et biodiversité

#### Sites Natura 2000
Le réseau Natura 2000 est un réseau écologique européen de sites naturels d'intérêt écologique élaboré à partir des Directives « Habitats » et « Oiseaux ». Ce réseau est constitué de Zones spéciales de conservation (ZSC) et de Zones de protection spéciale (ZPS). Dans les zones de ce réseau, les États membres s'engagent à maintenir dans un état de conservation favorable les types d'habitats et d'espèces concernés, par le biais de mesures réglementaires, administratives ou contractuelles. L'objectif est de promouvoir une gestion adaptée des habitats tout en tenant compte des exigences économiques, sociales et culturelles, ainsi que des particularités régionales et locales de chaque État membre. Les activités humaines ne sont pas interdites, dès lors que celles-ci ne remettent pas en cause significativement l'état de conservation favorable des habitats et des espèces concernés.
Une partie du territoire communal est incluse dans deux sites Natura 2000 :
- La « Vallée de l'Ondenon, contreforts nord du Pilat », au nord et nord-ouest du territoire communal, d'une superficie de 869,1 ha[13].
- Les « Tourbières du Pilat et landes de Chaussitre », au sud du territoire communal, d'une superficie de 351 ha[14].

## Urbanisme

### Typologie
Au 1er janvier 2024, Planfoy est catégorisée commune rurale à habitat dispersé, selon la nouvelle grille communale de densité à sept niveaux définie par l'Insee en 2022.
Elle est située hors unité urbaine. Par ailleurs la commune fait partie de l'aire d'attraction de Saint-Étienne, dont elle est une commune de la couronne,. Cette aire, qui regroupe 105 communes, est catégorisée dans les aires de 200 000 à moins de 700 000 habitants,.

### Occupation des sols
L'occupation des sols est marquée par l'importance des espaces forestiers. La répartition détaillée ressortant de la base de données européenne d'occupation biophysique des sols Corine Land Cover millésimée 2018 est la suivante : forêts (64,4 %), prairies (19,3 %), zones agricoles hétérogènes (9,5 %), milieux à végétation arbustive ou herbacée (4 %), zones urbanisées (2,8 %).

### Planification
La loi SRU du 13 décembre 2000 a incité fortement les communes à se regrouper au sein d'un établissement public, pour déterminer les partis d'aménagement de l'espace au sein d'un SCoT, un document essentiel d'orientation stratégique des politiques publiques à une grande échelle. La commune est dans le territoire du SCOT Sud Loire, approuvé le 19 décembre 2013 sur un territoire de 117 communes.
En matière de planification, la commune dispose d'un plan local d'urbanisme approuvé le 27 mars 2017.

### Habitat et logement
En 2017, le nombre total de logements dans la commune est de 476, alors qu'il était de 412 en 2007. Parmi ces logements, 85,3 % sont des résidences principales, 10,1 % des résidences secondaires et 4,8 % des logements vacants (contre 3,8% en 2007 pour ces derniers). Ces logements sont pour 85,5 % d'entre eux des maisons individuelles et pour 14,1 % des appartements. En 2017, 85,2% des résidences principales sont occupés par leur propriétaire contre 14,4% en location.

## Toponymie
Planfoy signifierait « le plateau des fées » mais trouverait son origine dans les plantations de « fayards », nom donné localement au hêtre.

## Histoire
Planfoy, dépendant initialement de la paroisse de Saint-Étienne (Grand'Église) est érigée en paroisse en 1822 sous le même vocable de Saint-Étienne 1822. La localité obtient le statut de commune le 23 mai 1863.
L'économie des XVIIIe, XIXe et du début du XXe siècle était basée sur la production agricole, la sylviculture et la passementerie, qui comptait jusqu'à 21 ateliers, pour la fabrication de ruban, grâce au métier Jacquard.
La commune a été raccordée au réseau électrique en 1927 et à l'eau potable en 1932.

## Politique et administration

### Découpage territorial
La commune de Planfoy est membre de la communauté de communes des Monts du Pilat, un établissement public de coopération intercommunale (EPCI) à fiscalité propre créé le 1er janvier 1993.
Elle est rattachée sur le plan administratif à l'arrondissement de Saint-Étienne, au département de la Loire et à la région Auvergne-Rhône-Alpes, en tant que circonscriptions administratives. Sur le plan électoral, elle est rattachée au canton du Pilat depuis 2015 pour l'élection des conseillers départementaux et à la quatrième circonscription de la Loire pour les élections législatives.

### Politique et administration municipale
Le conseil municipal de Planfoy, commune de plus de 1 000 habitants, est élu au scrutin proportionnel plurinominal avec prime majoritaire. Compte tenu de la population communale, le nombre de sièges au conseil municipal est de 15. Le maire, à la fois agent de l'État et exécutif de la commune en tant que collectivité territoriale, est élu par le conseil municipal au scrutin secret lors de la première réunion du conseil suivant les élections municipales, pour un mandat de six ans, c'est-à-dire pour la durée du mandat du conseil.
| Période                                  | Période      | Identité                     | Étiquette | Qualité |
| ---------------------------------------- | ------------ | ---------------------------- | --------- | ------- |
| Les données manquantes sont à compléter. |              |                              |           |         |
| 1907                                     | 1971         | Baron de Rochetaillée        |           |         |
| 1971                                     | 1989         | Jacques Bethenod (1931-2010) |           |         |
| mars 1989                                | mars 2008    | Emmanuel Courbon             |           |         |
| mars 2008                                | janvier 2010 | Georges Baroux               |           |         |
| janvier 2010                             | mars 2010    | Délégation préfectorale      |           |         |
| mars 2010                                | mars 2014    | Véronique Granger            |           |         |
| mars 2014                                | mars 2020    | Jean-François Louison        |           |         |
| mars 2020                                | En cours     | Cédric Loubet                |           |         |

## Population et société

### Évolution démographique
L'évolution du nombre d'habitants est connue à travers les recensements de la population effectués dans la commune depuis 1866. Pour les communes de moins de 10 000 habitants, une enquête de recensement portant sur toute la population est réalisée tous les cinq ans, les populations de référence des années intermédiaires étant quant à elles estimées par interpolation ou extrapolation. Pour la commune, le premier recensement exhaustif entrant dans le cadre du nouveau dispositif a été réalisé en 2008.

En 2022, la commune comptait 1 072 habitants, en évolution de +4,59 % par rapport à 2016 (Loire : +1,32 %, France hors Mayotte : +2,11 %).
| 1866 | 1872 | 1876 | 1881 | 1886 | 1891 | 1896 | 1901 | 1906 |
| ---- | ---- | ---- | ---- | ---- | ---- | ---- | ---- | ---- |
| 909  | 772  | 784  | 744  | 760  | 761  | 708  | 684  | 666  |

| 1911 | 1921 | 1926 | 1931 | 1936 | 1946 | 1954 | 1962 | 1968 |
| ---- | ---- | ---- | ---- | ---- | ---- | ---- | ---- | ---- |
| 607  | 596  | 622  | 642  | 548  | 421  | 568  | 479  | 417  |

| 1975 | 1982 | 1990 | 1999 | 2006 | 2008 | 2013 | 2018  | 2022  |
| ---- | ---- | ---- | ---- | ---- | ---- | ---- | ----- | ----- |
| 536  | 707  | 778  | 852  | 895  | 907  | 999  | 1 053 | 1 072 |

Depuis les années 1970, la commune connaît une croissance démographique soutenue due principalement à l'installation de jeunes actifs qui travaillent à Saint-Étienne, dont l'entrée d'agglomération est située à 8 min en voiture (rond point Velocio). De plus, la population de la commune rajeunit puisqu'en en 2017, 22.8 % des habitants ont moins de 14 ans. Planfoy est une des communes les plus diplômées du département de la Loire avec 46,9 % de la population non scolarisée de plus de 15 ans qui détient un diplôme du supérieur.

### Enseignement
La commune dispose d'une école maternelle privée, d'une école primaire publique « Charles Exbrayat », ainsi que d'une crèche multi-accueil « Les Lucioles » d'une capacité d'accueil de 18 enfants.

## Culture locale et patrimoine

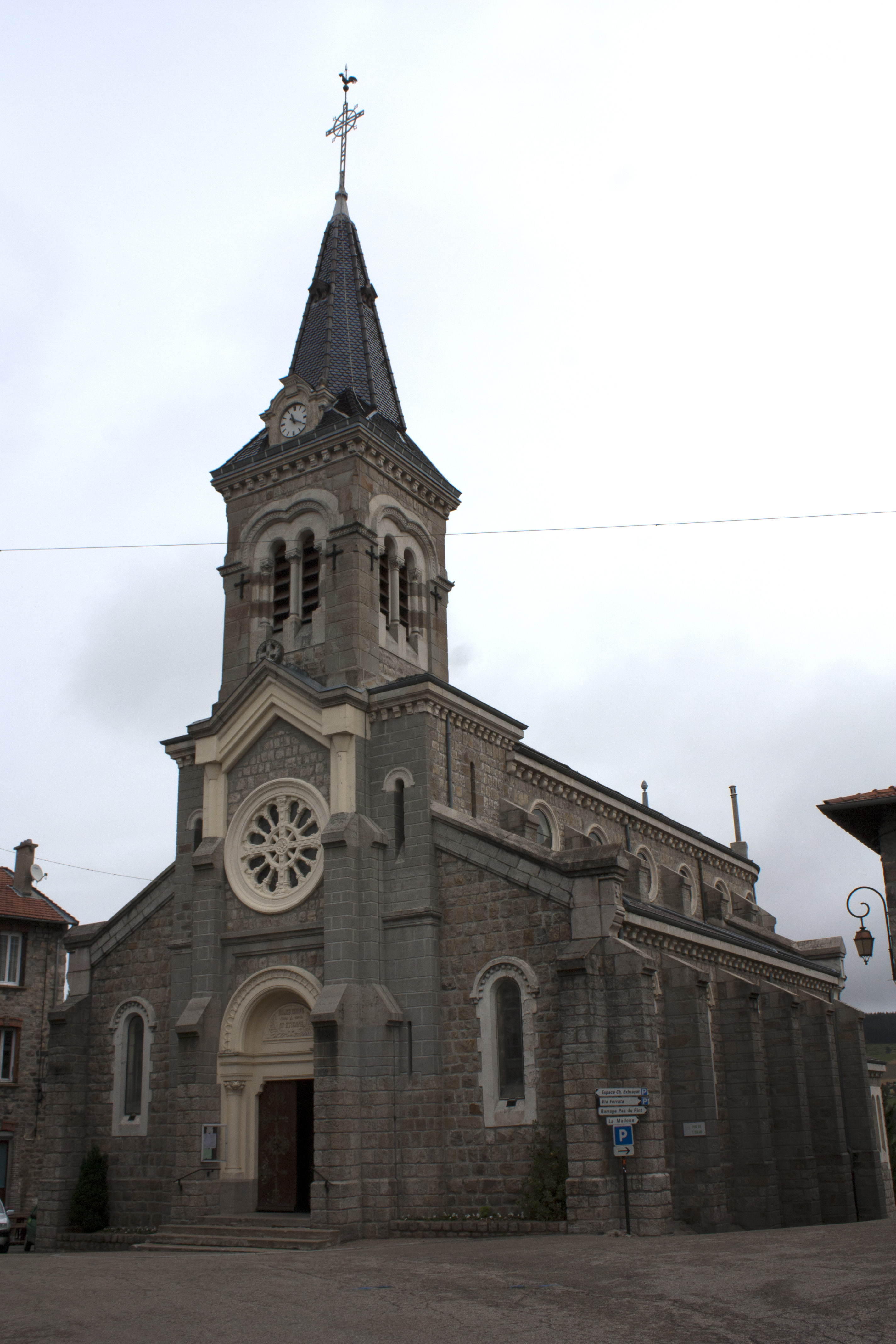
Église Saint-Étienne de Planfoy

### Lieux et monuments
- L'église Saint-Étienne, bâti en 1872[23].
- Le barrage du Pas-du-Riot et celui du Gouffre d'Enfer, retenues d'eau destinée à alimenter la ville de Saint-Étienne. Ce sont aussi des lieux de promenades et d'activités sportives, comme la via ferrata située face au mur du barrage du Gouffre d'Enfer.

#### Le Guizay

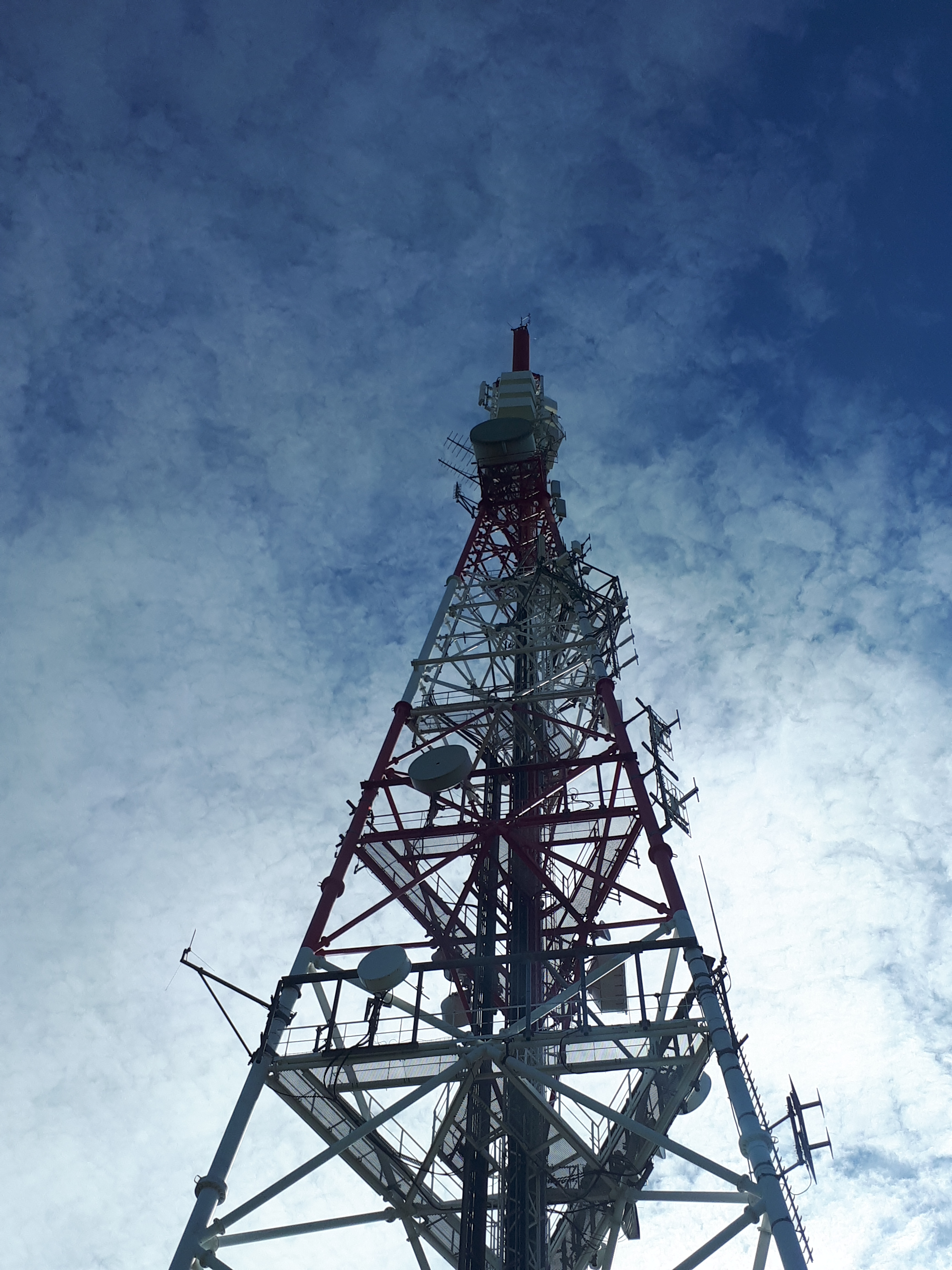
Émetteur de la Croix du Guizay

Le Guizay est un hameau de la commune de Planfoy. L'endroit est connu pour offrir un point de vue sur l'agglomération stéphanoise.
L'organisation spatiale stéphanoise est nettement visible, le promontoire donne plein axe sur les rues Charcot-de Gaulle-Bergson (place Bellevue à Massenet, du sud au nord). On aperçoit aussi les quartiers périphériques, grands ensembles de Montchovet, la Cotonne, Montreynaud. Le faubourg de Terrenoire, la ville de Saint-Jean Bonnefonds à l'est. L'on devine les pPrincipaux équipements métropolitains tel que le Zénith et le stade Geoffroy-Guichard.
Ce belvédère exposé au vent, est accessible depuis Saint-Étienne par une route très sinueuse. En montant depuis Saint-Étienne, via les quartiers de Solaure-Croix de l'Orme, on a une intéressante perspective de la vallée de l'Ondaine, et des communes qui la bordent : La Ricamarie, Le Chambon et Firminy.
Au sommet, à 860 m d'altitude, on parvient au lieu-dit Croix de Guizay, où se trouvent plusieurs antennes de radio-télécommunication pour la télévision et la téléphonie mobile, ainsi qu'une table d'orientation, un monument, deux restaurants et une ferme équestre.
De nombreux sentiers de randonnée passent au Guizay. La Croix de Guizay domine, plein sud, le barrage de l'Ondenon, alors que d'autres itinéraires s'enfoncent à travers bois pour rejoindre Saint-Genest-Malifaux.

Saint-Étienne depuis le Guizay

### Manifestations
- La montée Velocio, épreuve cycliste de côte ayant lieu au mois de juin[34].
- Le festival Jazz au Sommet, au mois de septembre[35].
- De 2011 à 2019, a eu lieu, au mois de juillet, le festival de musique La Tawa[36].

### Héraldique, devise et logotype
La commune ne dispose pas de blason.

## Personnalités liées à la commune
- L'écrivain Charles Exbrayat (1906-1989) habita à Planfoy à partir des années 1960 et jusqu'à 1984.
- Le groupe Dub Inc dont certains membres ont vécu dans la commune[38].

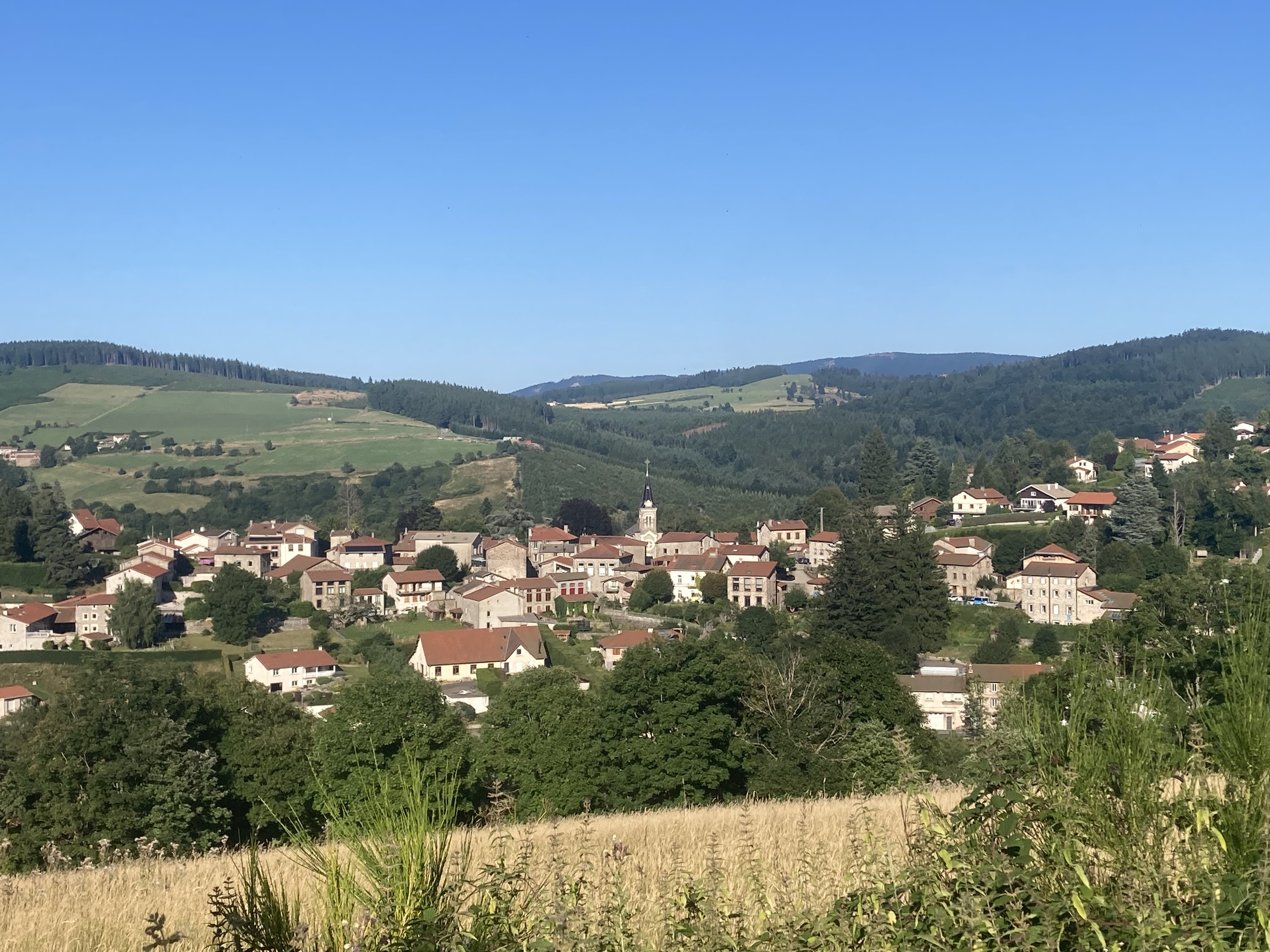
Vue panoramique de Planfoy depuis le chemin de la Neyranche

## Galerie

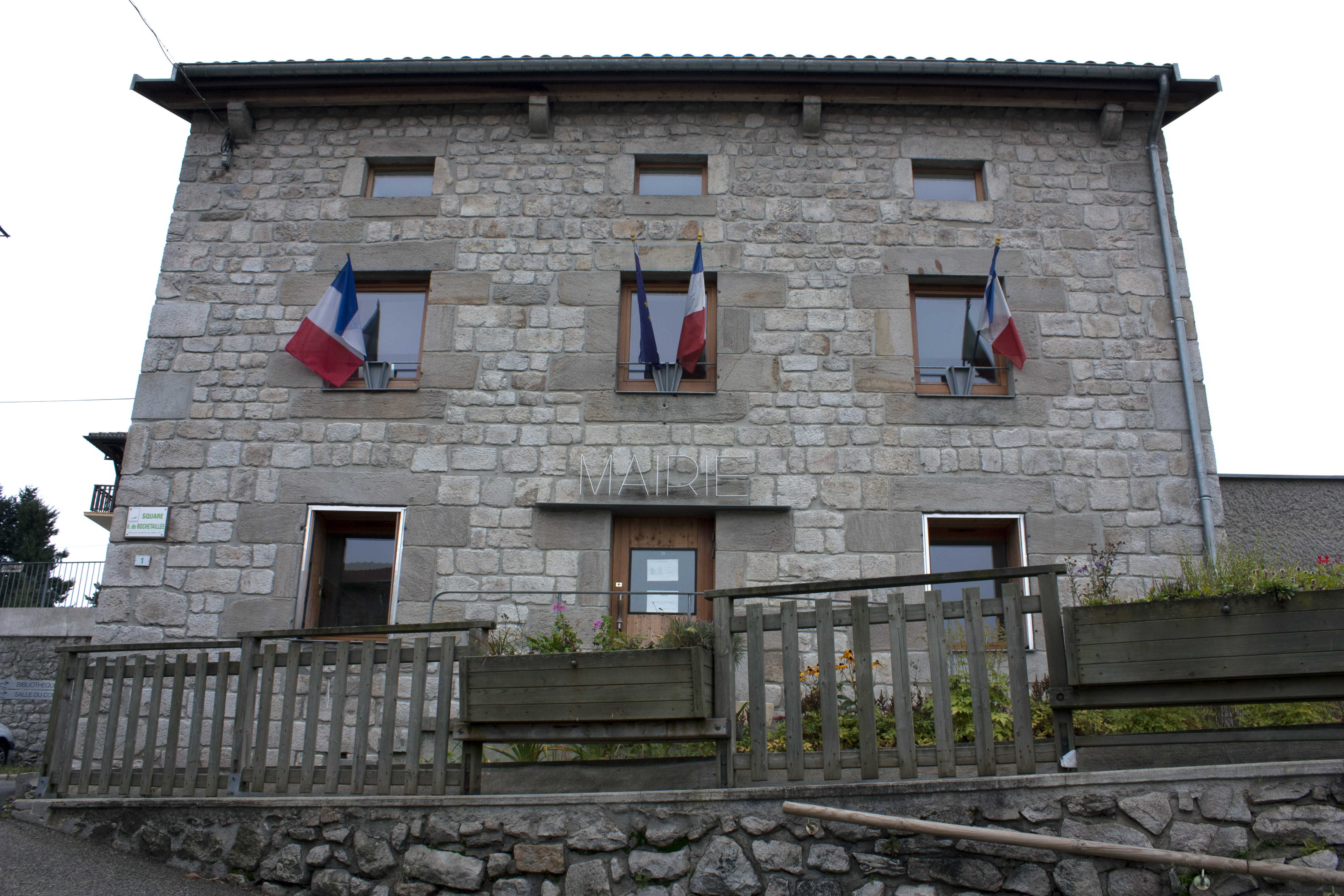
La mairie
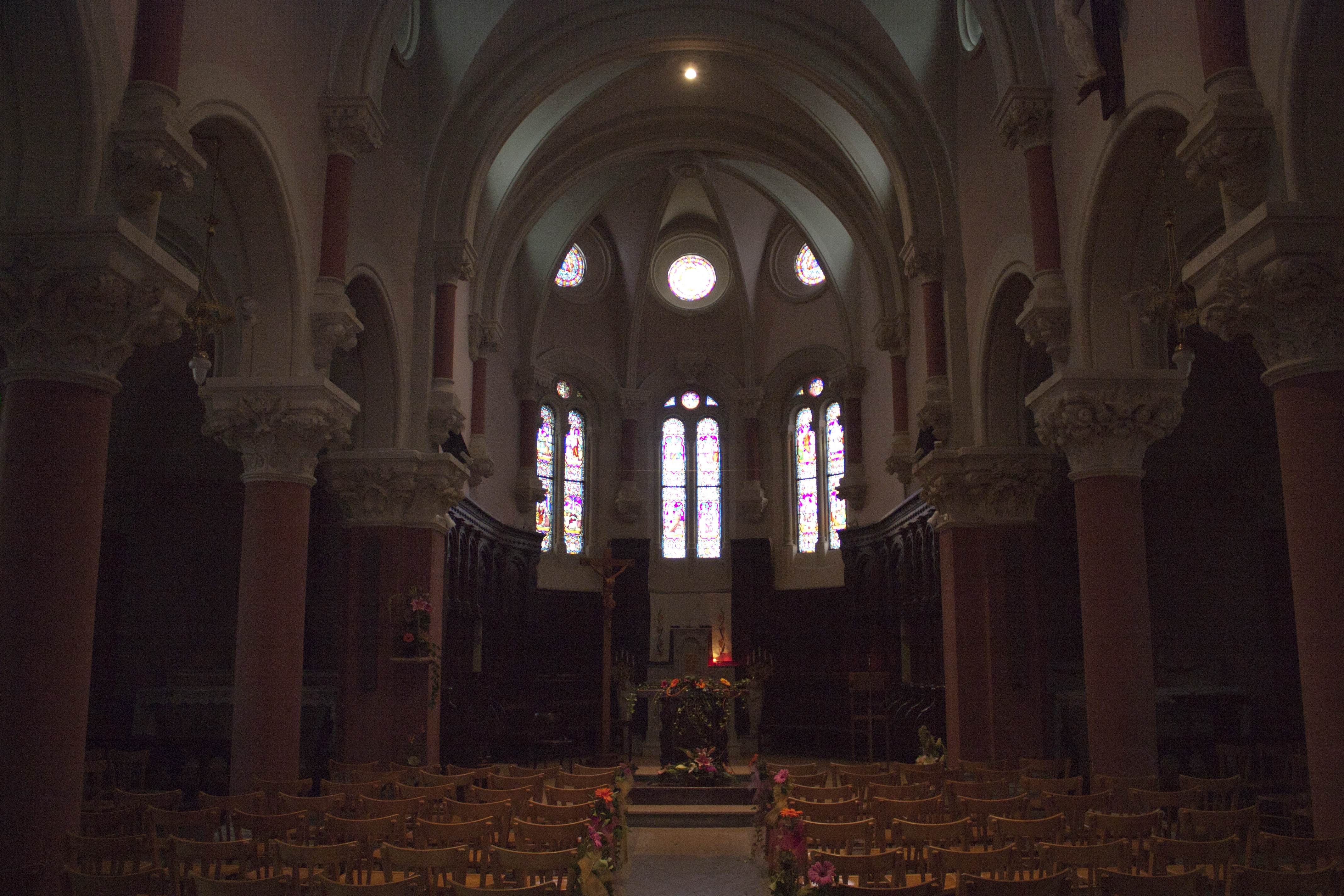
Nef de l'église Saint-Étienne
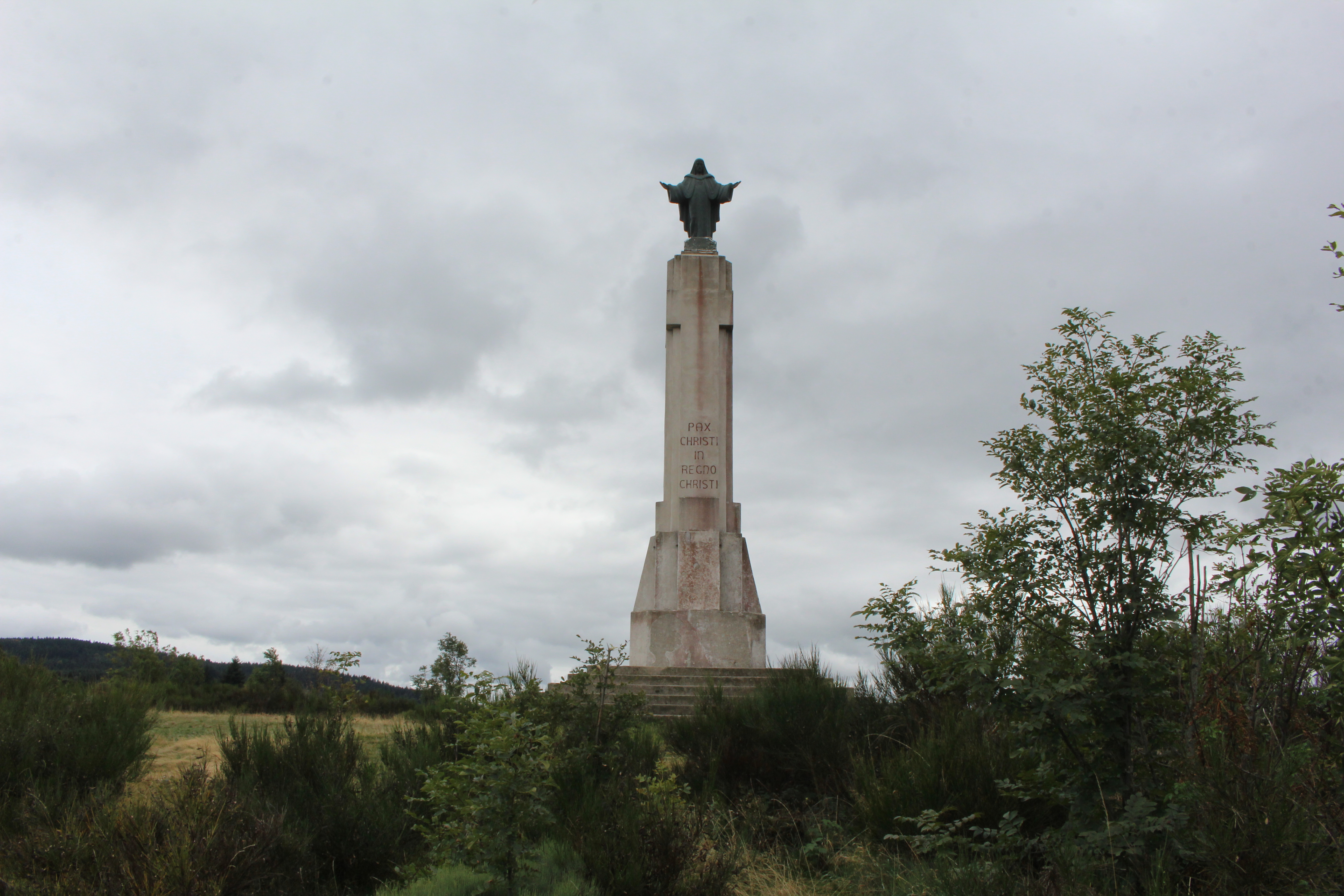
La croix du Guizay
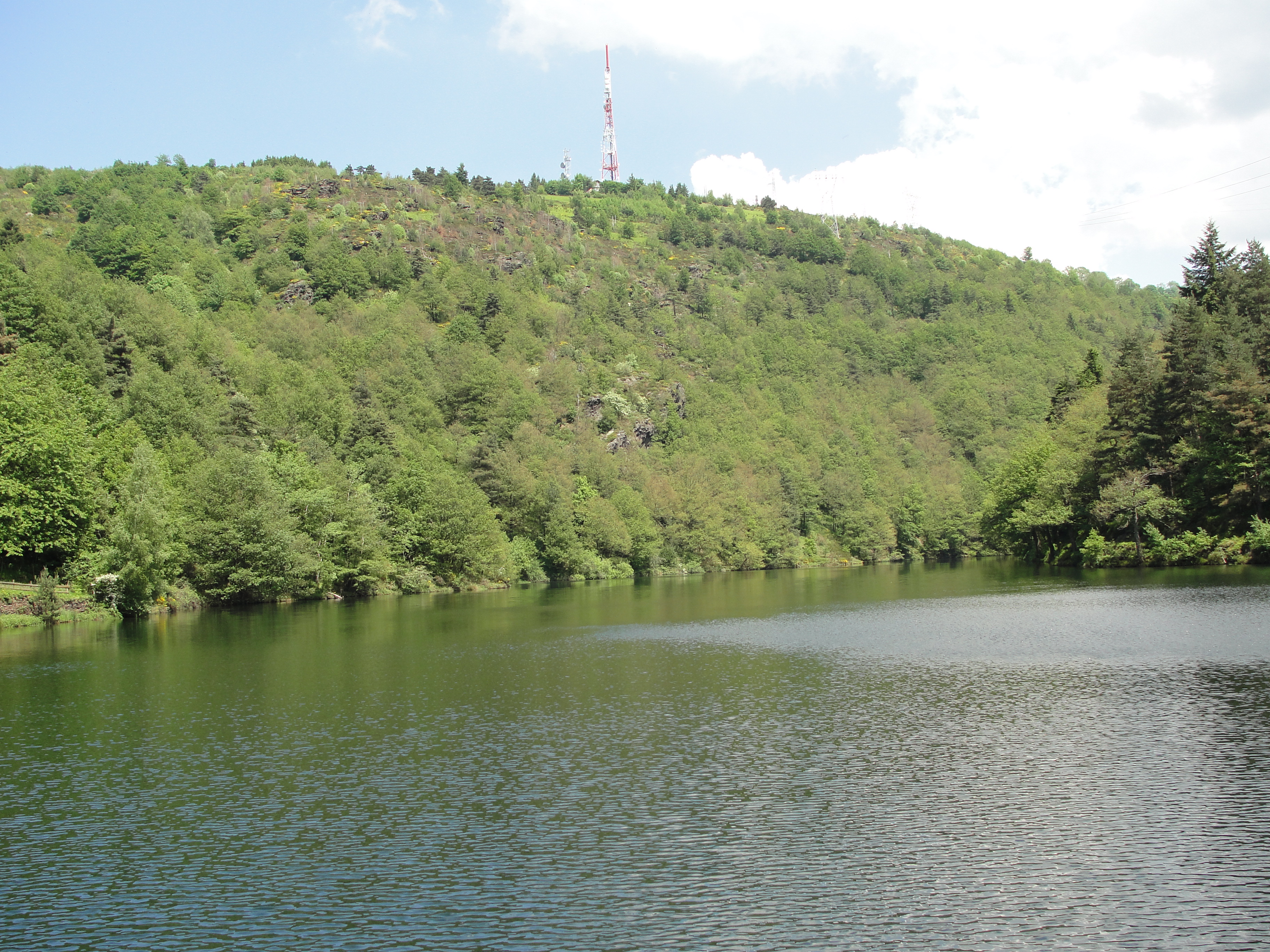
Barrage de l'Ondenon, Loire - retenue et, en arrière-plan sur les hauteurs, émetteur principal du Guizay.
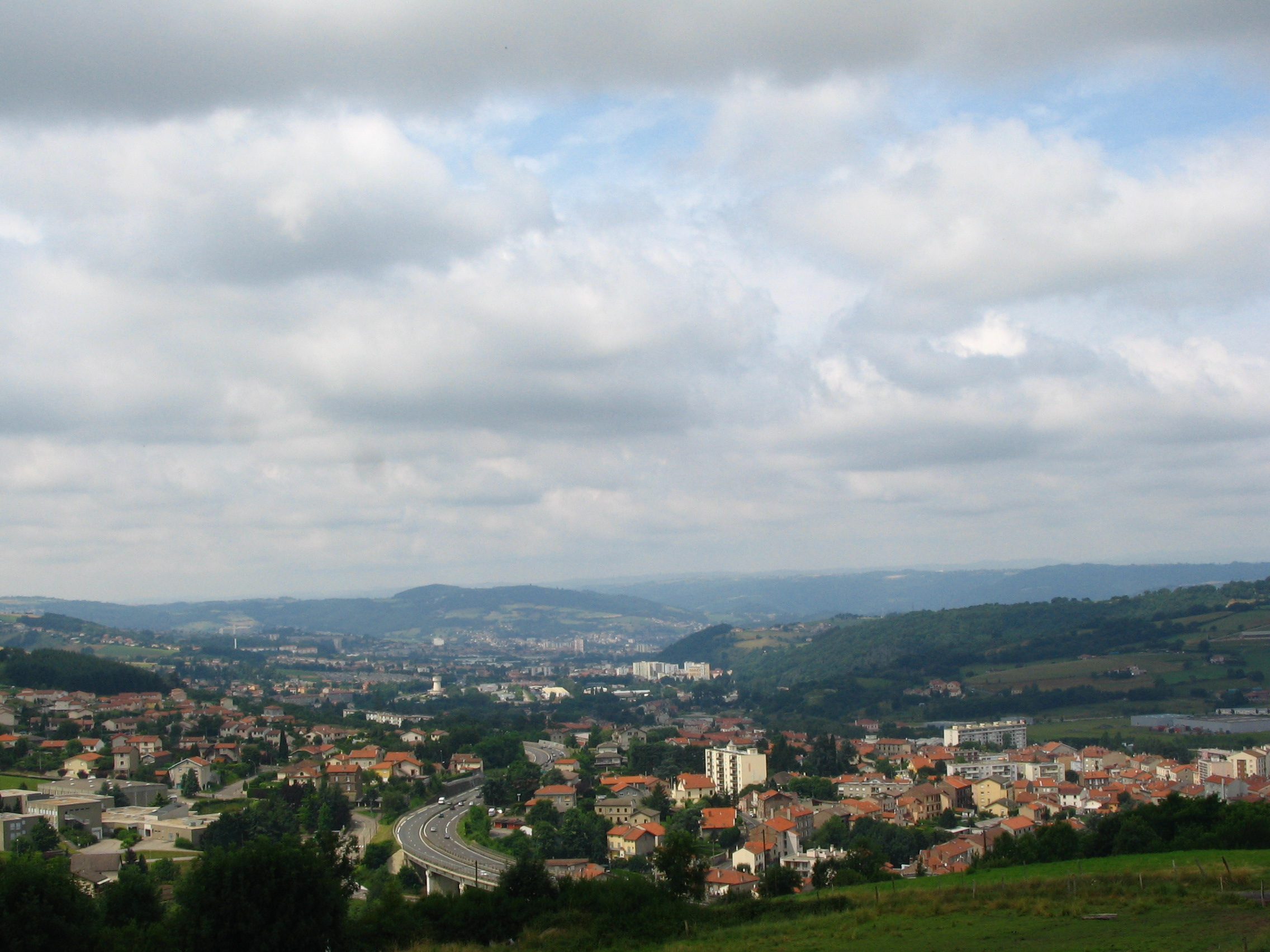
Vallée de l'Ondaine de La Ricamarie à Firminy, sud-ouest de l'agglomération stéphanoise (Loire) - vue est-ouest depuis la route du Guizay.